# Adam Pynacker
Adam Christiaenszoon Pynacker o Adam Christiaenszoon Pijnacker (Schiedam o Pynacker presso Delft, 15 febbraio 1620 circa – Amsterdam, 28 marzo 1673) è stato un pittore, incisore e mercante olandese del secolo d'oro, che si distinse soprattutto nella pittura paesaggistica e di architetture.

## Biografia

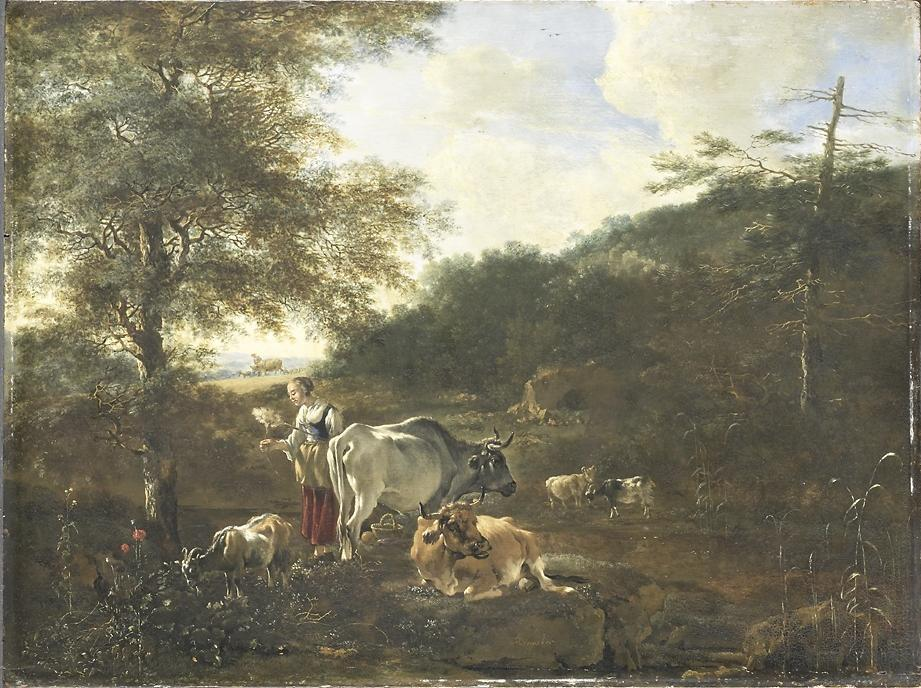
Paesaggio con mucche (ca. 1649-1653)

A parte le date di nascita e di morte, si conosce molto poco della vita di quest'artista, non solo non si sa nulla della famiglia da cui proviene, ma nemmeno il suo nome: infatti Pynacker è il nome del villaggio in cui nacque e che si trova tra Delft e Schiedam. Non è nemmeno noto quale tipo di educazione avesse ricevuto né quali fossero stati i suoi insegnanti. Anche la sua vita privata ci è sconosciuta, l'uniche notizie che ci sono giunte riguardano il suo carattere, che pare fosse mite e amabile e il suo matrimonio con Eva Maria de Geest, sorella di Wybrand de Geest I.
Fu un esponente di spicco di quel gruppo di artisti olandesi detti Dutch Italianates, sia per lo stile che per i soggetti che dipingeva, in particolare il suo stile si avvicina a quello di Jan Asselyn e di Jan Both, anche se nel periodo della maturità le sue opere presentano spesso una caratteristica tonalità argentea e rivela anche l'influenza di Pieter van Laer. Fu attivo principalmente a Delft ed Amsterdam, ma anche a Schiedam e Lenzen an der Elbe, dove lavorò presso il tribunale di Brandeburgo. Le sue prime opere, tra cui ad esempio Edifici in Ripa Grande, Roma, dimostrano una conoscenza diretta dell'Italia, dove soggiornò per tre anni prima del 1649 e che divenne il principale soggetto delle sue opere. Di ritorno nei Paesi Bassi dal suo viaggio, dipinse per castelli e ricche abitazioni grandi quadri aventi come soggetti rovine, antichi monumenti e luoghi pittoreschi che aveva veduto in Italia. Di questi dipinti, la maggior parte è andata perduta, probabilmente a causa dei cambiamenti nella moda delle decorazioni nel tempo, che sostituì ai dipinti gli arazzi e poi le carte da parati.
Dopo Claude Lorrain e Jan Both, fu tra i pittori che meglio riuscirono a rendere l'effetto del sole in un paesaggio.
Furono suoi allievi Jan Gabrielszoon Sonjé e Gijsbert Verhoek e suo seguace Wilhelm von Kobell. Il suo stile influenzò Nicolaes Berchem.

## Opere

### Dipinti

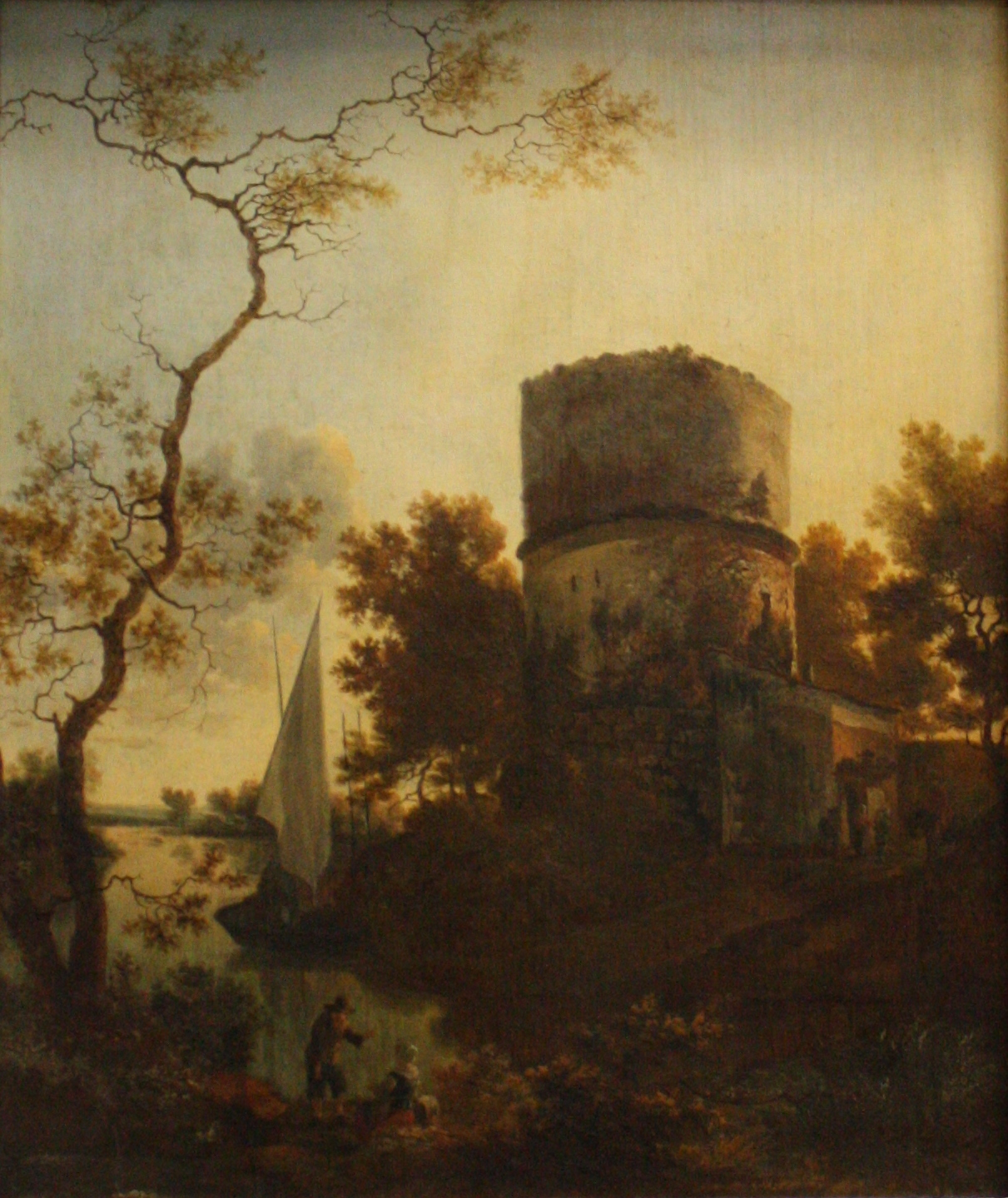
Paesaggio nei pressi di Tivoli

- Edifici in Ripa Grande, Roma, Fitzwilliam Museum, Cambridge
- L'annunciazione ai pastori, olio su pannello, 38,6 cm, 1640[7]
- Paesaggio nei pressi di Tivoli, olio su pannello, 36,5 x 30,5 cm, 1648, Kunsthistorisches Museum, Vienna
- Paesaggio con mucche, olio su pannello, 36 × 48 cm, ca. 1649-1653, Rijksmuseum, Amsterdam
- Landscape with Goatherd, olio su pannello, 38.7 x 61 cm, c. 1650, Art Museum, Saint Louis
- Veduta del porto a Schiedam, olio su tela, 56 x 46 cm, 1650-1652, collezione privata
- Paesaggio italiano con ponte, 1653-1654, Dulwich Picture Gallery[8]
- Chiatte su un fiume, olio su tela, 43,5 x 35,5 cm, 1654-1655 ca., Museo dell'Ermitage, San Pietroburgo[9]
- Il traghetto, olio su tela, 64 x 71,5 cm, ca. 1657, firmato[10]
- Barca ormeggiata sulla riva di un lago italiano, olio su tela su pannello, 97.5 × 85.5 cm, ca.1665-1668, Rijksmuseum, Amsterdam
- Paesaggio serale con figure e mucche presso una cascata, con montagne sullo sfondo, olio su tela, 99,6 x 132,1 cm, firmato, ptoveniente dal Museo reale di Berlino[11]
- Paesaggio italiano con viaggiatore su un sentiero presso una cascata, olio su tela su pannello, 41,8 x 57,4 cm, firmato[12]
- Paesaggio montuoso italiano con fiume, barche, animali e figure, olio su pannello, 60,5 x 92 cm, firmato[13]
- Riva sassosa del mare, Museo reale, Berlino[14]
- Sosta di viaggiatori, olio su tela[1]

### Disegni
- Studio di alberi in un bosco, matita e acquerello seppia, 33,8 x 41,7 cm, Fitzwilliam Museum, Cambridge[15]
- Studio di rocce, Museo del Louvre, Parigi[16]
- Due persone su un sentiero tra le rocce, Museo del Louvre, Parigi[17]
- Paesaggio ondulato, Museo del Louvre, Parigi[18]
- Rocce con arbusti rinsecchiti, Museo del Louvre, Parigi[19]